# فار نورث (استرالیا)
فار نورث (به انگلیسی: Far North) یکی از سیزده ناحیه ایالت استرالیای جنوبی است که هم‌مرز با قلمرو شمالی می‌باشد. در زبان محاوره‌ای جنوب استرالیا تمایل به این است که از اصطلاح فار نورث برای اشاره به بخشی از استرالیای جنوبی در شمال خط تقریبی سدونا از میان پورت آگوستا تا بروکن هیل اشاره شود.
این ناحیه بزرگ‌ترین و همچنین کم‌جمعیت‌ترین ناحیه در این ایالت می‌باشد که بخش بزرگی از آن از بیابان تشکیل شده‌است.